# جائزة البرازيل الكبرى
جائزة البرازيل الكبرى ( (بالبرتغالية: Grande Prêmio do Brasil‏) ) هو سباق بطولة فورمولا 1 يقام حاليا في أوتودرومو خوسيه كارلوس بيس في حي إنترلاغوس ، منطقة سوكورو ، ساو باولو .

## روابط خارجية
- جائزة البرازيل الكبرى (الموقع الرسمي)
- صورة الأقمار الصناعية ل Autódromo José Carlos Pace بواسطة خرائط Google
- صورة الأقمار الصناعية ل Autódromo Internacional Nelson Piquet بواسطة خرائط Google